# Yad
Voir Yod (lettre) pour la lettre proto-canaanite.
Yad peut être l'abréviation de Yad ha'Hazaka, autre nom du Mishneh Torah de Maïmonide.

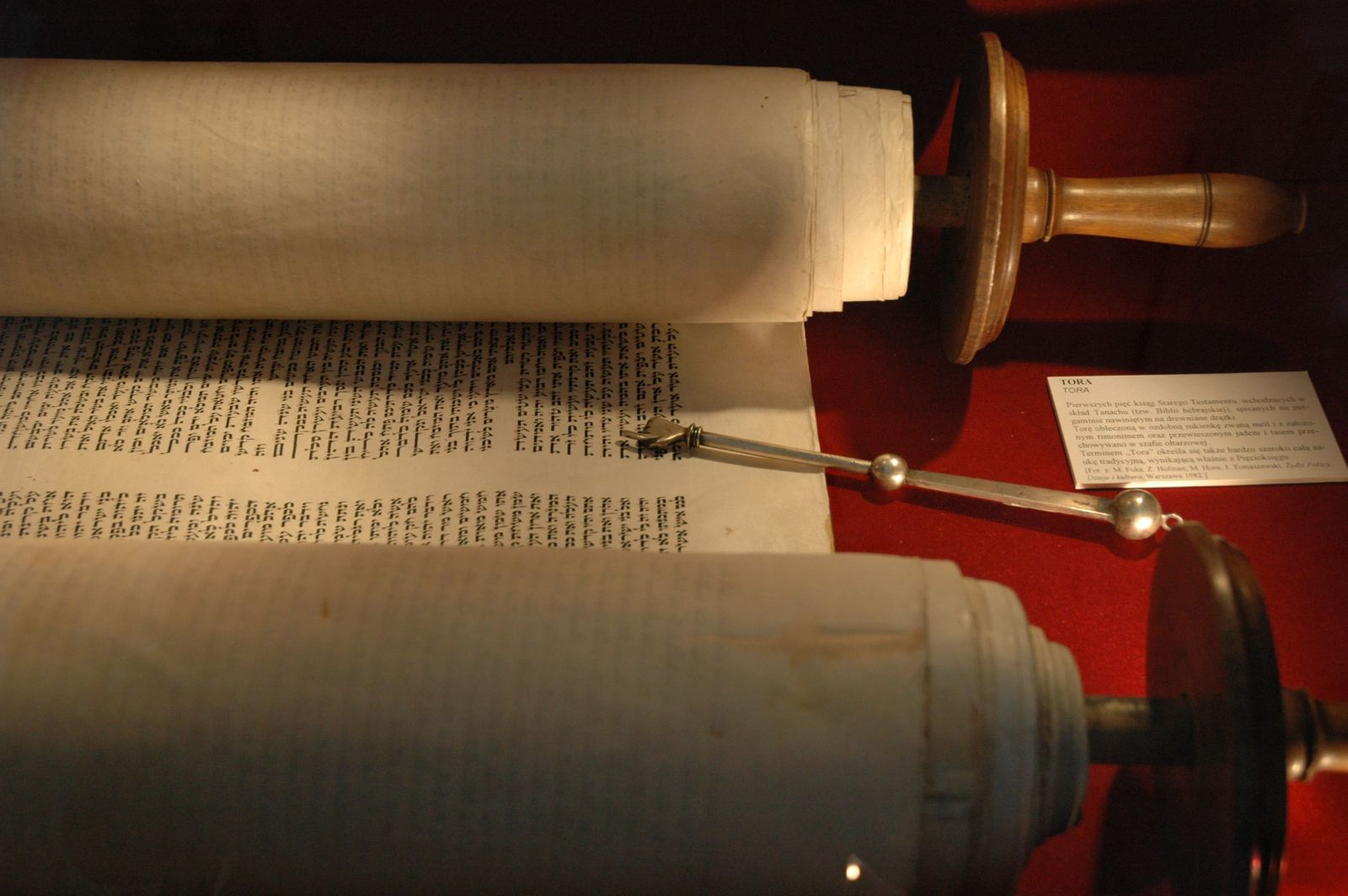
Un Sefer Torah et un yad.

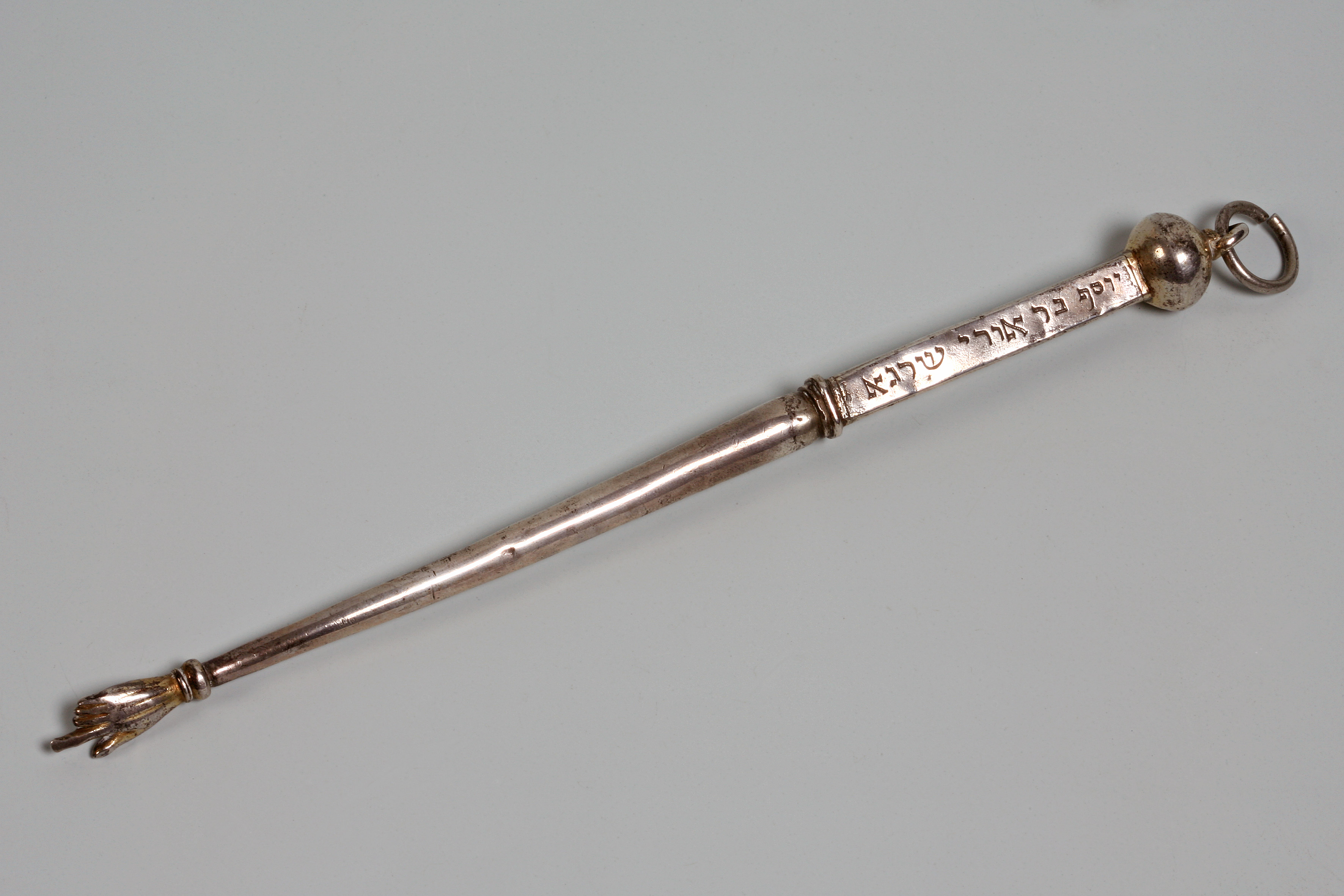
Yad provenant d'Allemagne ou de Suisse, daté de 1714, dans la collection du Musée Juif de Suisse.

Un yad (hébreu : יד « main ») ou etsba (hébreu : אצבע « doigt ») est un pointeur de lecture à usage liturgique, conçu pour la lecture de la Torah à partir du parchemin des Sifrei Torah. Le yad a pour but d’éviter les contacts indésirables avec le parchemin car, selon le Talmud, les écrits saints rendent les mains impures. En effet, un texte non interprété est comme mort (la mort est la source de l'impureté). Cette impureté du texte sacré instaure une distance entre le lecteur et le texte, et cette distance c’est l’interprétation, toujours susceptible d’introduire un sens nouveau qui ne serait pas contenu dans cette parole révélée.
Le yad peut être fait dans de nombreux matériaux, mais l’argent est plus souvent utilisé. Il a généralement une forme de longue baguette, avec une petite main dont l'index est le pointeur proprement dit.